# Lotus glaucus
Lotus glaucus är en ärtväxtart som beskrevs av Daniel Carl Solander. Lotus glaucus ingår i släktet käringtänder, och familjen ärtväxter. Inga underarter finns listade i Catalogue of Life.

## Bildgalleri

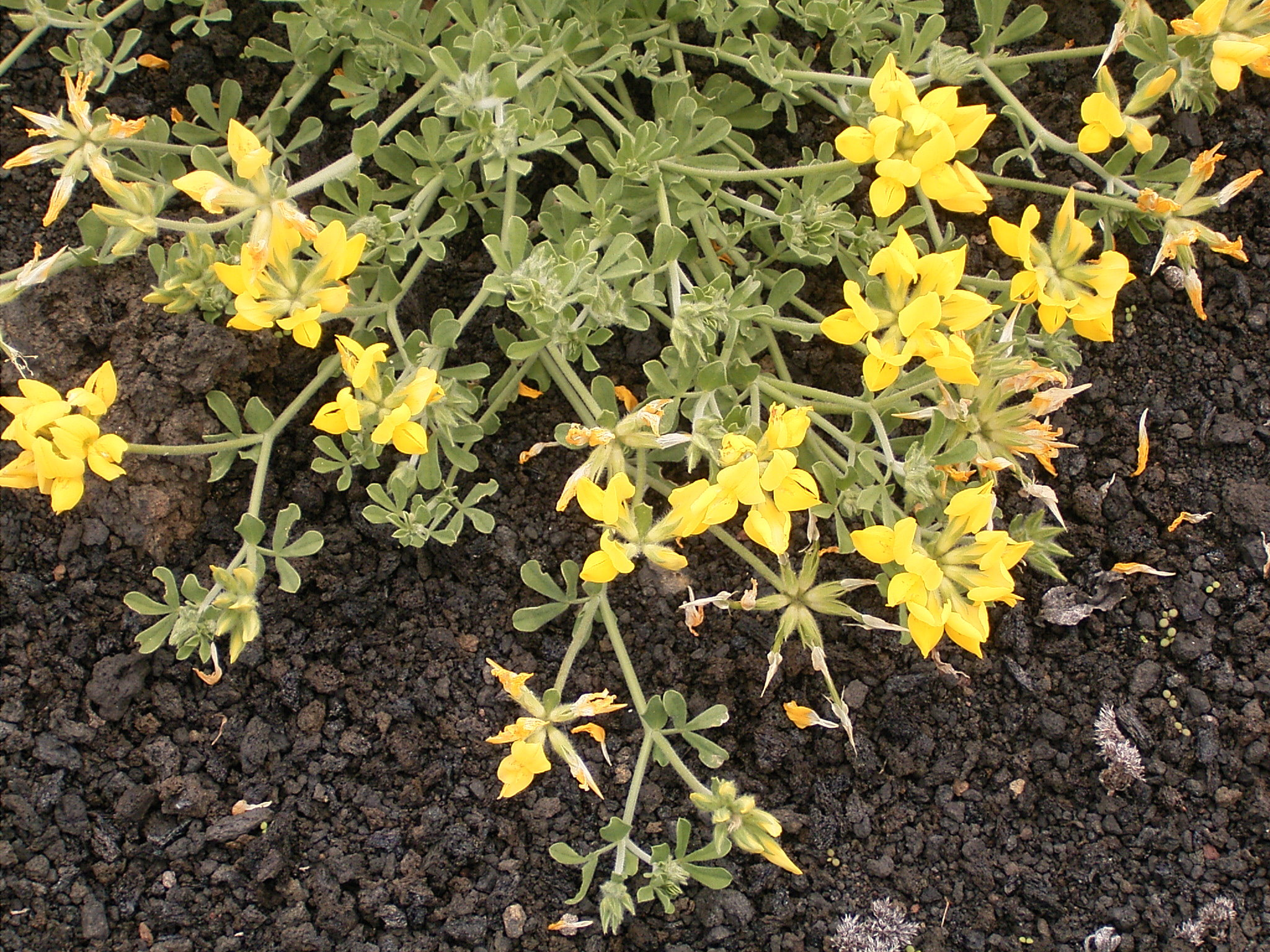
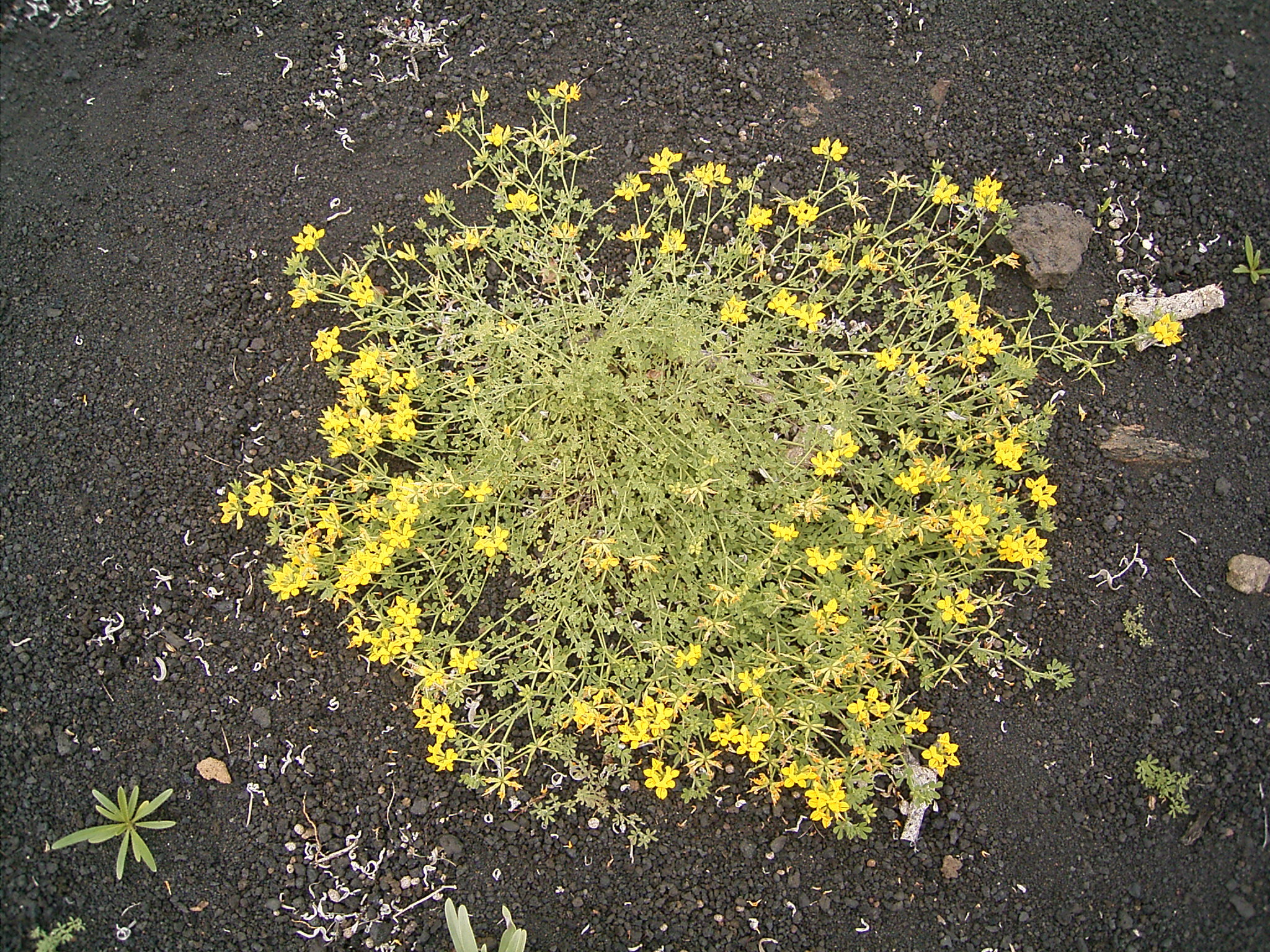
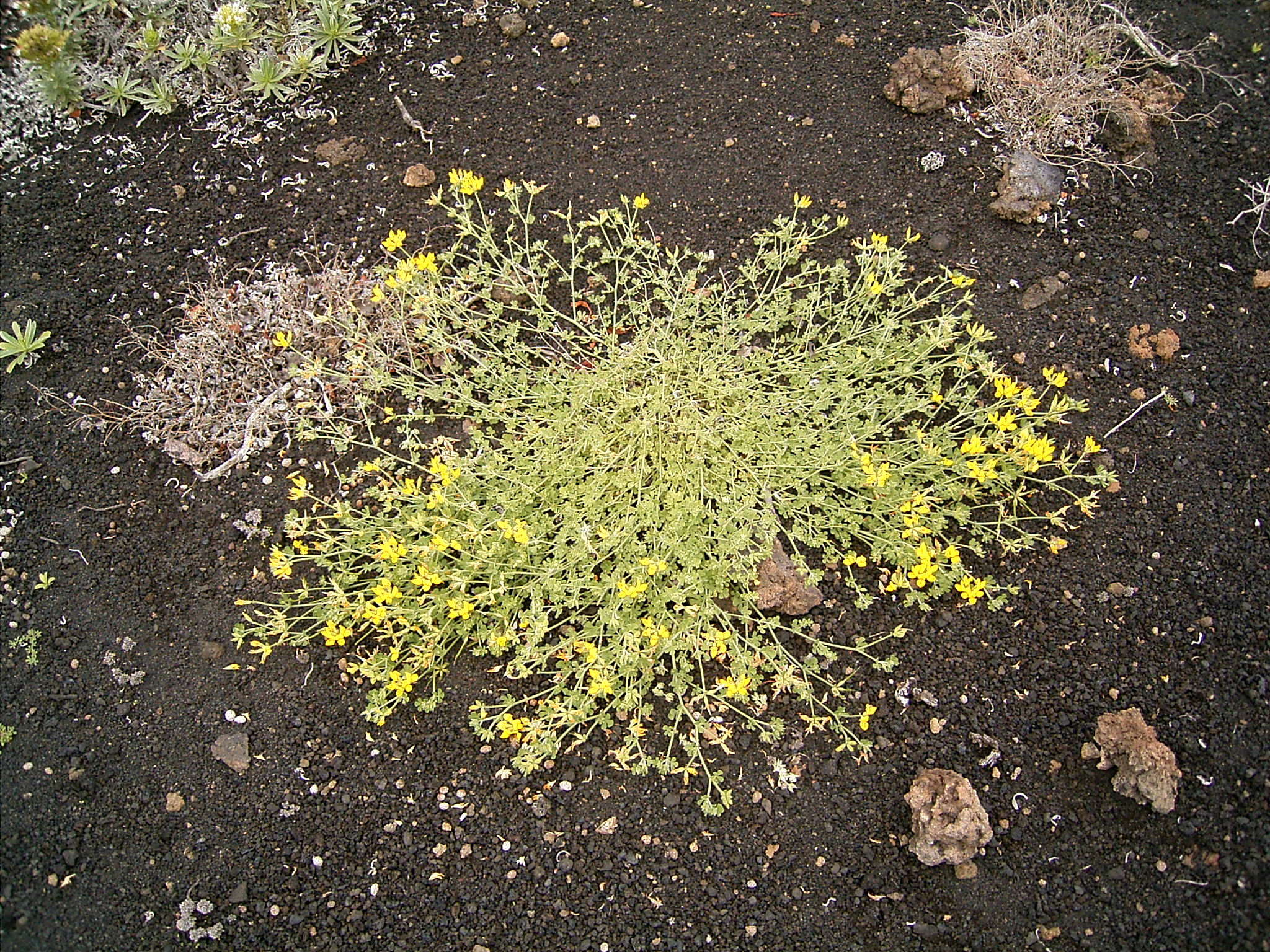